# 火星のカズマ地形の一覧

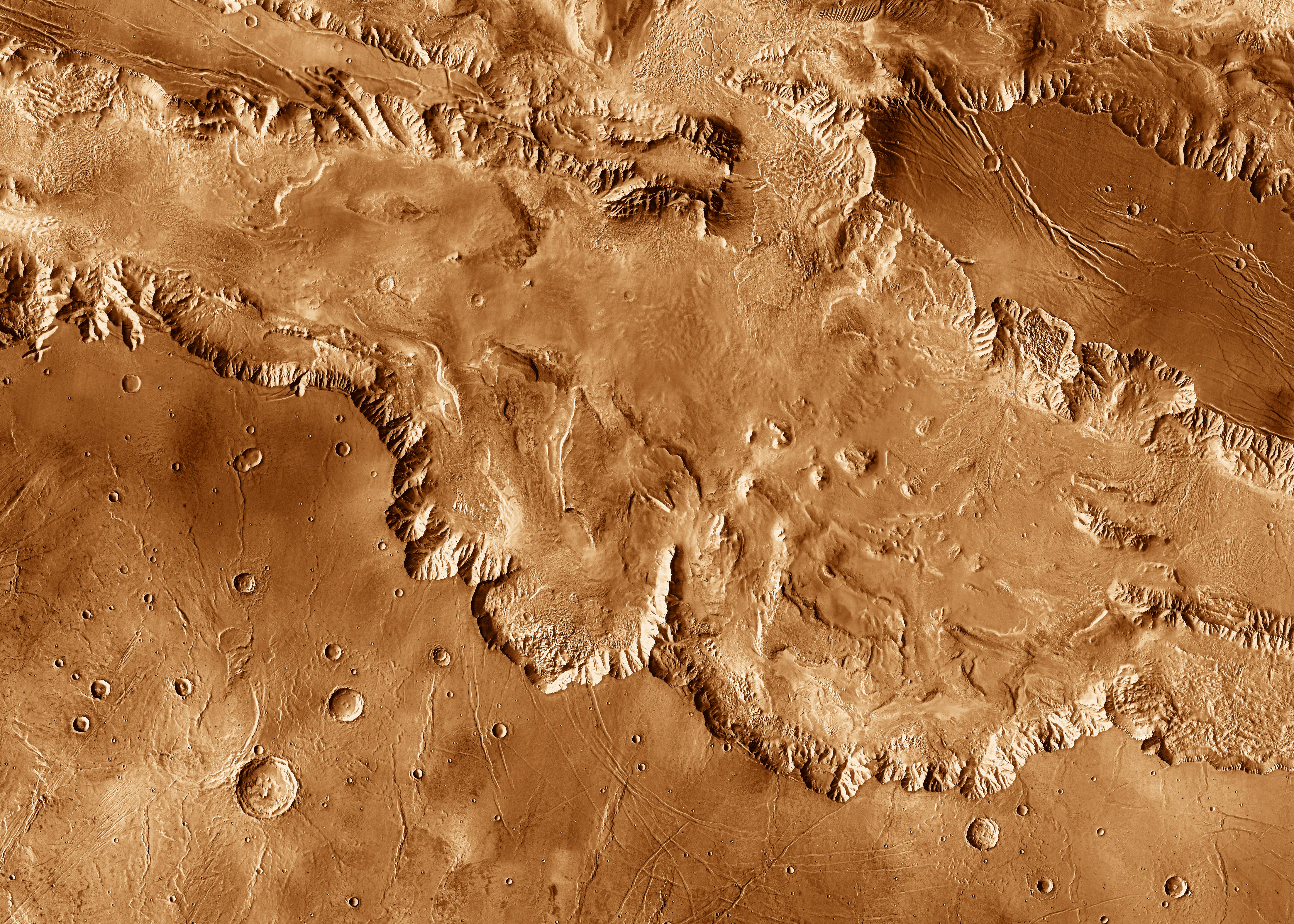
メラス・カズマ

火星のカズマ地形の一覧では、火星上にあるカズマ地形の一覧を示す。カズマ地形とは、地球の運河と似た、深く側面が切り立った細長い窪み構造である。
| 名前                   | 座標                                                | 備考                   |
| ---------------------- | --------------------------------------------------- | ---------------------- |
| アルシア・カズマ       | 南緯7度30分 西経119度24分 / 南緯7.5度 西経119.4度   |                        |
| アスクラエウス・カズマ | 北緯8度42分 西経105度42分 / 北緯8.7度 西経105.7度   |                        |
| アウストラレ・スルクス | 南緯84度54分 東経135度00分 / 南緯84.9度 東経135度   | アウストラレ高原の一部 |
| バエティス・カズマ     | 南緯4度18分 西経65度00分 / 南緯4.3度 西経65度       |                        |
| カンドール・カズマ     | 南緯6度30分 西経70度54分 / 南緯6.5度 西経70.9度     | マリネリス峡谷の一部   |
| カプリ・カズマ         | 南緯9度48分 西経43度18分 / 南緯9.8度 西経43.3度     |                        |
| セティ・カズマ         | 南緯5度00分 西経68度24分 / 南緯5度 西経68.4度       |                        |
| カズマ・アウストラレ   | 南緯82度12分 東経94度24分 / 南緯82.2度 東経94.4度   | アウストラレ高原の一部 |
| カズマ・ボレエール     | 北緯82度54分 西経47度06分 / 北緯82.9度 西経47.1度   |                        |
| コプラテス・カズマ     | 南緯13度12分 西経61度24分 / 南緯13.2度 西経61.4度   | マリネリス峡谷の一部   |
| イーチャス・カズマ     | 北緯2度36分 西経80度06分 / 北緯2.6度 西経80.1度     |                        |
| エリシウム・カズマ     | 北緯22度18分 東経141度30分 / 北緯22.3度 東経141.5度 |                        |
| エオス・カズマ         | 南緯12度00分 西経39度42分 / 南緯12度 西経39.7度     | マリネリス峡谷の一部   |
| ガンジス・カズマ       | 南緯7度54分 西経48度06分 / 南緯7.9度 西経48.1度     | マリネリス峡谷の一部   |
| ヘベス・カズマ         | 南緯1度06分 西経76度12分 / 南緯1.1度 西経76.2度     |                        |
| ヒブレウス・カズマ     | 北緯22度00分 東経141度12分 / 北緯22度 東経141.2度   |                        |
| イウス・カズマ         | 南緯6度54分 西経85度48分 / 南緯6.9度 西経85.8度     | マリネリス峡谷の一部   |
| ジュヴェンテ・カズマ   | 南緯3度30分 西経61度24分 / 南緯3.5度 西経61.4度     |                        |
| メラス・カズマ         | 南緯10度18分 西経72度42分 / 南緯10.3度 西経72.7度   | マリネリス峡谷の一部   |
| オフィール・カズマ     | 南緯4度00分 西経72度30分 / 南緯4度 西経72.5度       | マリネリス峡谷の一部   |
| パボニス・カズマ       | 北緯2度42分 西経111度12分 / 北緯2.7度 西経111.2度   |                        |
| プロメセイ・カズマ     | 南緯82度12分 東経141度30分 / 南緯82.2度 東経141.5度 | アウストラレ高原の一部 |
| チトニウム・カズマ     | 南緯4度36分 西経84度42分 / 南緯4.6度 西経84.7度     | マリネリス峡谷の一部   |
| ウルティマム・カズマ   | 南緯81度12分 東経151度06分 / 南緯81.2度 東経151.1度 | アウストラレ高原の一部 |